# Plouézec
Plouézec (tiếng Breton: Ploueg-ar-Mor) là một xã của tỉnh Côtes-d'Armor, thuộc vùng Bretagne, tây bắc Pháp.

## Dân số
Người dân ở Plouézec được gọi là Plouézécains.